# Мой компьютер игровой
«Мій Комп'ютер Ігровий» (рос. «Мой Компьютер Игровой»), поширене скорочення МіК — був українським ігровим щодвотижневим журналом, що продавався на території України в період з жовтня 1998 по 2009 роки. Наклад станом на грудень 2007 року — 12 300 примірників. Обсяг — 54 сторінок. Журнал перестав існувати у зв'язку з важкою економічною ситуацією видавця.
Видавець журналу Видавничий дім «Мой компьютер» крім щотижневиків «Мой Компьютер» та «Мой Компьютер Игровой» видавав журнал «Реальность Фантастики». Журнал «Мой Компьютер Игровой» спільно з ВД «Мой компьютер» з 2003 по 2006 роки щорічно організовував та проводив Міжнародний фестиваль комп'ютерних ігор «Ігроград».